# Masivni element (konstrukcijski element)
Masivni element je vrsta konstrukcijskog elementa gledano s geometrijskog stajališta. Ovu vrstu elemenata karakterizira da su sve tri dimenzije istoga reda veličine. Skupini masivnih konstrukcija, koje sadrže (samo) masivne elemente pripadaju potporni zidovi te nasute i betonske gravitacijske brane.